# Rußbach am Paß Gschütt
Rußbach am Paß Gschütt, im Salzburger Dialekt Ruasbåch åm Påss Gschitt [ˈɾʊɐ̯sbɔːx ɔm pɔs gʃit], ist eine Gemeinde mit 772 Einwohnern (Stand 1. Jänner 2024) im Salzburger Land im Bezirk Hallein  in Österreich. Einen gleichnamigen Ort gibt es nicht.

## Geografie

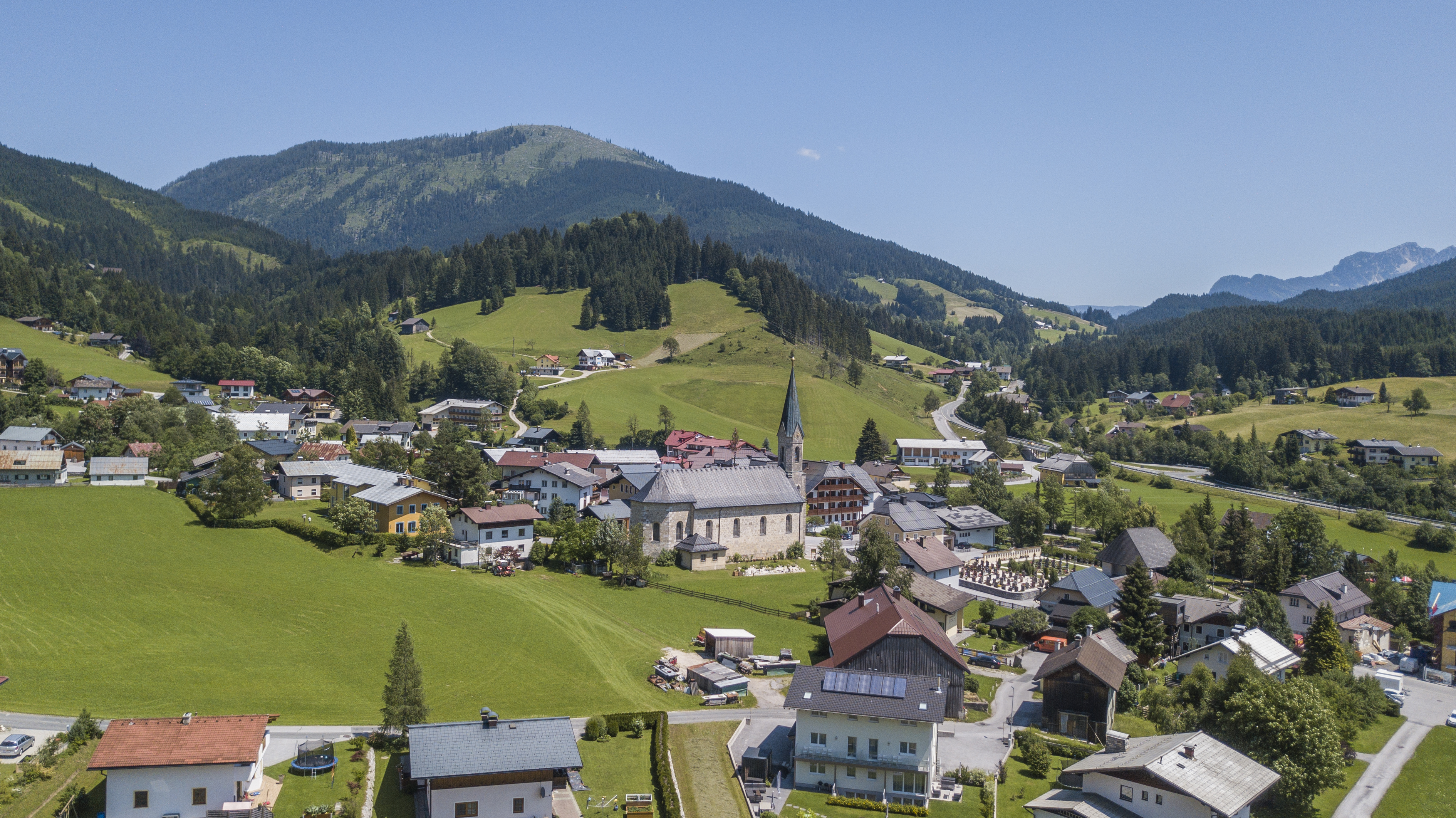
Blick auf Rußbach am Paß Gschütt

Die Gemeinde liegt im Rußbachtal, einem Seitental des Lammertals, im Tennengau des Salzburger Lands. Durch Rußbach führt die Pass Gschütt Straße (B 166) auf den namensgebenden Pass Gschütt, den Talübergang nach Gosau im Inneren Salzkammergut.
Das Gemeindegebiet umfasst das Einzugsgebiet des oberen Rußbachs und der beiden rechten Nebenbäche Rinnbach und Randobach. Vom Rußbach steigt das Gemeindegebiet nach Süden zum Hornspitz auf 1433 Meter an. Die Grenze im Osten ist der Pass Gschütt, im Südwesten der Elendgraben. Wo dieser auf den Rußbach trifft, ist mit 740 Meter der tiefste Punkt der Gemeinde. Im Norden bildet der südliche Teil der Gamsfeldgruppe die Gemeindegrenze. Die markantesten Gipfel sind Moosbergriedel (1788 m), Braunedlkogel (1894 m), Gamsfeld (2027 m), Wilder Jäger (1842 m) und Großer Brettkogel (1658 m).
Die Gemeinde hat eine Fläche von 34 Quadratkilometer. Davon sind sechzig Prozent bewaldet, zehn Prozent werden landwirtschaftlich genutzt und neunzehn Prozent sind Almen.

### Gemeindegliederung
Das Gemeindegebiet umfasst folgende drei Ortschaften (in Klammern Einwohnerzahl Stand 1. Jänner 2024):
- Gseng (189)
- Rußbachsaag (397)
- Schattau (186)

Die Gemeinde besteht aus der Katastralgemeinde Rußbach.
Bis Ende 2002 gehörte die Gemeinde zum Gerichtsbezirk Abtenau, seit 2003 ist sie Teil des Gerichtsbezirks Hallein.

### Nachbargemeinden
|         | Strobl (SL)                                 | Bad Goisern (GM) |
| Abtenau | Kompassrose, die auf Nachbargemeinden zeigt |                  |
|         |                                             | Gosau (GM)       |

## Geschichte
Das früheste urkundliche Datum, das auch das Gemeindegebiet betrifft, ist 1124. Damals schenkte der Erzbischof Konrad das linke Lammerufer dem Kloster St. Peter, das rechte, zu dem Rußbach gehört, behielt er selbst. Um das Jahr 1200 begann die Besiedlung dieser Täler. Die Menschen lebten vorwiegend von Viehzucht, dem Salzhandel, der Holzwirtschaft und dem Verkauf von Holzkohle. Als östlich des Pass Gschütt der Protestantismus starken Anklang fand, befürchteten die Salzburger Erzbischöfe und Landesfürsten ein Einsickern des neuen Glaubens und zogen 1535 eine Grenze zwischen Gosau und Rußbach.
Das erste schriftliche Zeugnis des Ortes Rußbach ist eine Besiedlungsurkunde aus dem Jahr 1631. Damals wurden 404 Bewohner gezählt. Eine eigene Kirche wurde in Rußbach im Verlauf der Gegenreformation im 18. Jahrhundert errichtet. Eine eigene Pfarre wurde Rußbach gemeinsam mit der Erhebung zur Gemeinde im Jahr 1903.

### Bevölkerungsentwicklung

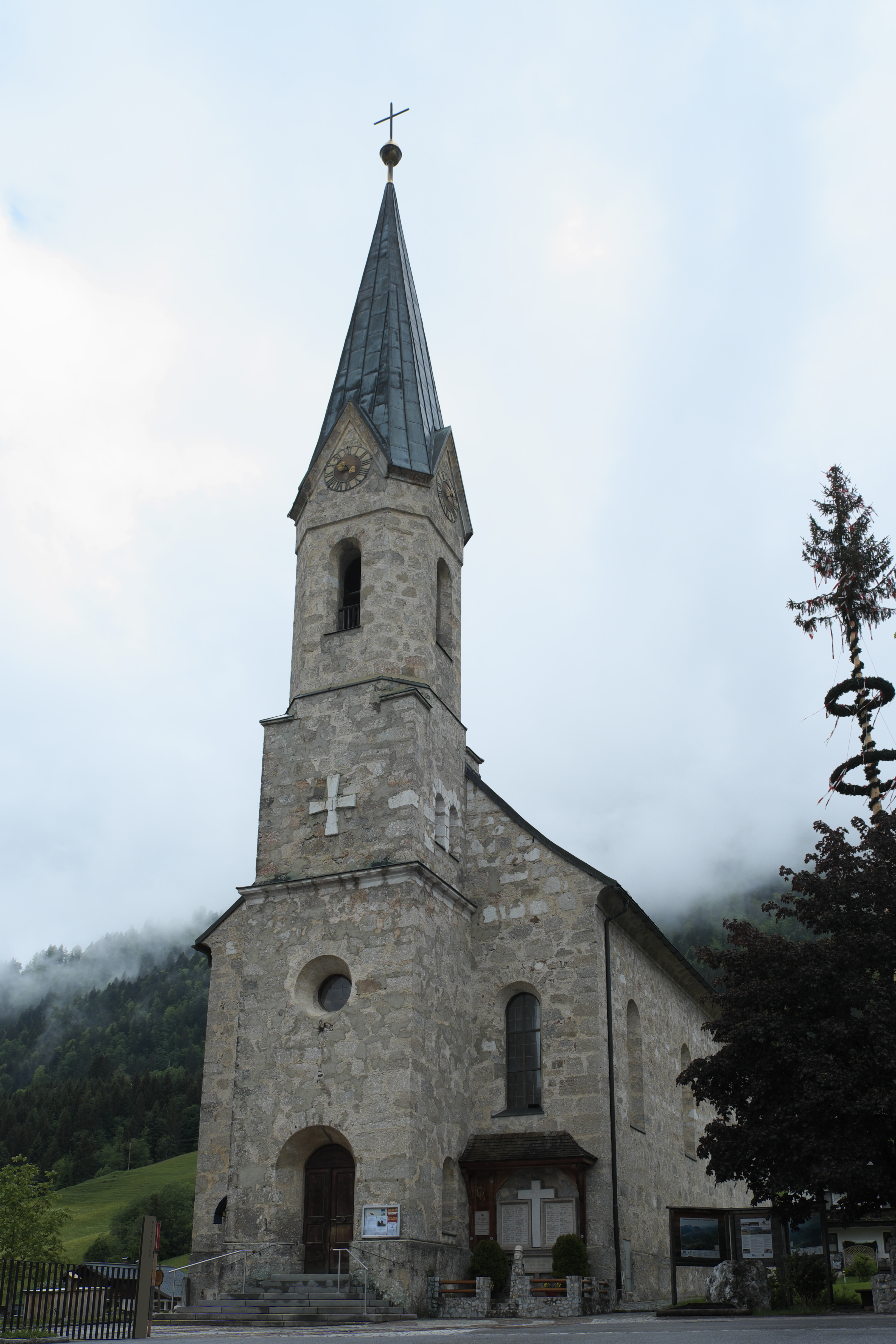
Pfarrkirche

## Politik

### Gemeinderat
| Gemeinderatswahl 2024Wahlbeteiligung: 81,9 % 6050403020100 38,9 % (−14,5 %p)34,2 % (−3,3 %p)26,9 % (+17,8 %p) ÖVPSPÖFPÖ20192024 |

Die Gemeindevertretung hat seit 2009 neun Mitglieder.
- Mit den Gemeindevertretungs- und Bürgermeisterwahlen in Salzburg 2004 hatte die Gemeindevertretung mit 13 Mitgliedern folgende Verteilung: 7 ÖVP, und 6 SPÖ.[4]
- Mit den Gemeindevertretungs- und Bürgermeisterwahlen in Salzburg 2009 hatte die Gemeindevertretung folgende Verteilung: 7 ÖVP, und 2 SPÖ.[5]
- Mit den Gemeindevertretungs- und Bürgermeisterwahlen in Salzburg 2014 hatte die Gemeindevertretung folgende Verteilung: 6 ÖVP, und 3 SPÖ.[6]
- Mit den Gemeindevertretungs- und Bürgermeisterwahlen in Salzburg 2019 hatte die Gemeindevertretung folgende Verteilung: 5 ÖVP, und 4 SPÖ.[7]
- Mit den Gemeindevertretungs- und Bürgermeisterwahlen in Salzburg 2024 hat die Gemeindevertretung folgende Verteilung: 4 ÖVP, 3 SPÖ und 2 FPÖ.[8]

| Die zur Anzeige dieser Grafik verwendete Erweiterung wurde dauerhaft deaktiviert. Wir arbeiten aktuell daran, diese und weitere betroffene Grafiken auf ein neues Format umzustellen. (Mehr dazu) |

### Bürgermeister
- 1989–2003 Alois Brugger[9]
- 2003–2019 Josef Grasl (ÖVP)[10]
- 2019–2024 Karl Huemer (ÖVP)
- seit 2024 Stefan Lanner (SPÖ)

### Wappen
Das Wappen der Gemeinde blasioniert sich:
In goldenem Schild ein rotes Passionskreuz, belegt mit zwei aufwärtsgekreuzten schwarzen Schlüsseln und darunter eine blaue Waldsäge mit schwarzen Handgriffen.

## Kultur und Sehenswürdigkeiten
- Katholisches Pfarrkirche Rußbach am Paß Gschütt Heiliges Kreuz
- Wegkapelle in Gseng
- Grenzstein am Pass Gschütt

## Wirtschaft und Infrastruktur

### Wirtschaftssektoren
Von den 226 Arbeitsplätzen in der Gemeinde entfielen fast sechzig Prozent auf den Dienstleistungssektor, ein Viertel auf die Produktion und acht Prozent auf die Landwirtschaft. Die größten Arbeitgeber im Dienstleistungssektor sind Beherbergung und Gastronomie, Verkehr und Handel (Stand 2011).

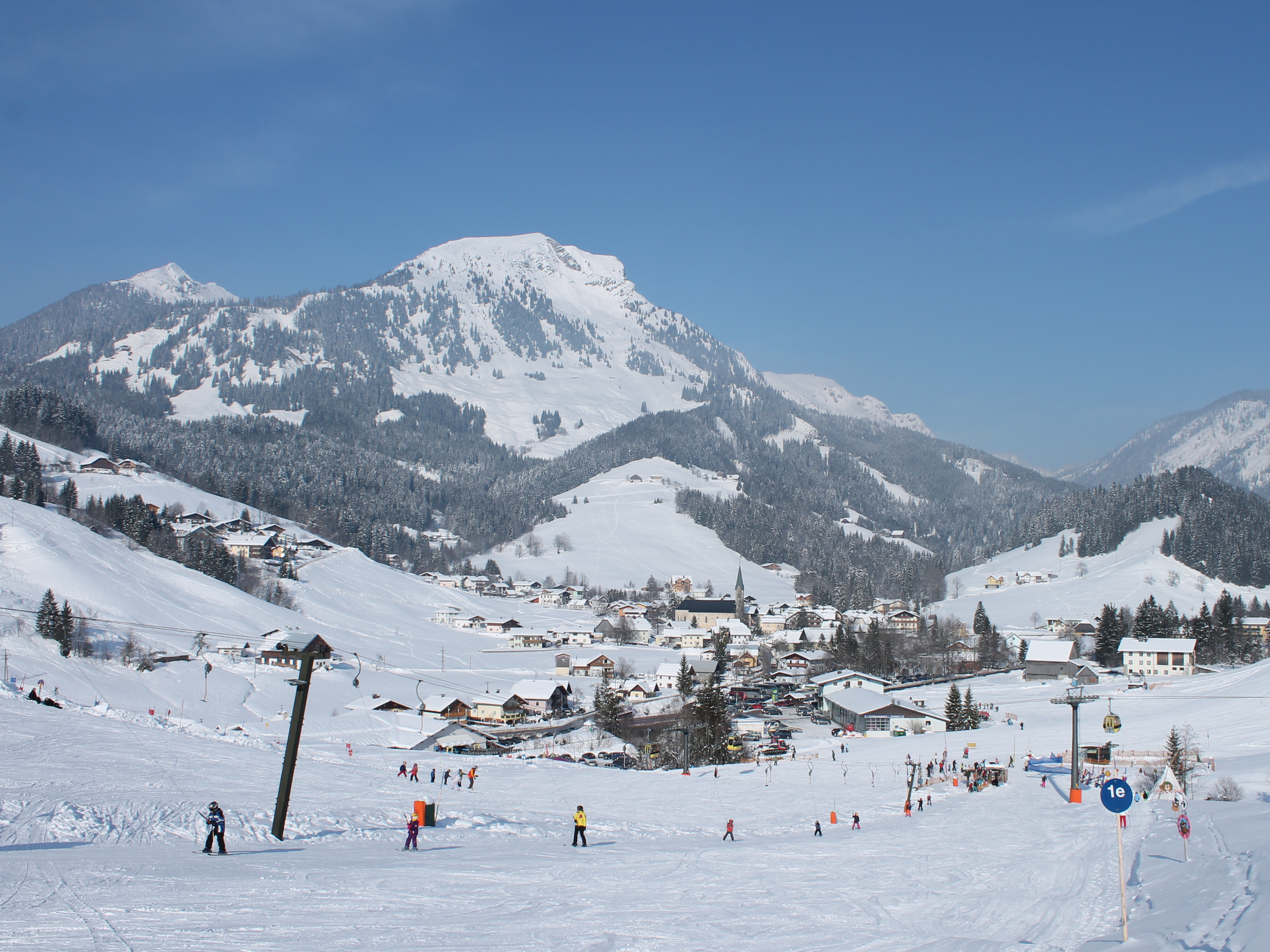
Schigebiet mit dem Gamsfeld im Hintergrund.

### Berufspendler
Im Jahr 2011 lebten 386 Erwerbstätige in Rußbach am Pass Gschütt. Davon arbeiteten 133 in der Gemeinde, zwei Drittel pendelten aus.

### Tourismus
Rußbach ist Talort der Skiregion Dachstein-West.
Die Anzahl der Übernachtungen stieg von 66.000 im Jahr 2010 auf 82.000 im Jahr 2019. Der absolut stärkste Monat ist der Februar mit 16.000 Nächtigungen, auch die Sommermonate Juli und August zählen jeweils über 10.000 Übernachtungen.

### Verkehr
Durch die Gemeinde verläuft die Pass Gschütt Straße B166, über die man im Westen die Tauern Autobahn und im Osten das Salzkammergut erreicht.